# Saint-Calez-en-Saosnois
Saint-Calez-en-Saosnois is een gemeente in het Franse departement Sarthe (regio Pays de la Loire) en telt 166 inwoners (1999). De plaats maakt deel uit van het arrondissement Mamers.

## Geografie
De oppervlakte van Saint-Calez-en-Saosnois bedraagt 7,4 km², de bevolkingsdichtheid is 22,4 inwoners per km².
De onderstaande kaart toont de ligging van Saint-Calez-en-Saosnois met de belangrijkste infrastructuur en aangrenzende gemeenten.

## Demografie
Onderstaande figuur toont het verloop van het inwonertal (bron: INSEE-tellingen).